# Jordi de Brunsvic-Lüneburg
Jordi de Brunsvic-Lüneburg (en alemany Georg von Braunschweig-Lüneburg) va néixer a Celle (Ducat de Brunsvic-Lüneburg) el 17 de novembre de 1582 i va morir a Hildesheim el 2 d'abril de 1641. Era fill del duc Guillem (1535-1592) i de Dorotea de Dinamarca (1546-1617), net per tant del rei Cristià III de Dinamarca.
El 1591 va ingressar a la Universitat de Jena on va romandre fins al 1596. El 1617 va ser confirmat com a successor de la línia de Lüneburg, al Principat de Grubenhagen. Com a resultat, va rebre el castell d'Herzberg on va fixar la seva residència.
El 1635, després de la mort de Frederic Ulric de Brunsvic-Lüneburg es va produir un nou repartiment dels territoris de la Casa de Welf, de manera que a ell li va correspondre el Principat de Calenberg, que incloïa l'antic Principat de Göttingen, mentre que el seu germà gran August va retenir el Principat de Lüneburg. Jordi va ser el primer duc que va traslladar la seva residència a Hannover.

## Matrimoni i fills
El 14 de desembre de 1617 es va casar a Darmstadt amb Anna Elionor (1601-1659), filla de Lluís V de Hessen-Darmstadt (1577-1626) i de Magdalena de Brandenburg (1582-1616). El matrimoni va tenir els següents fills:
- Magdalena, nascuda i morta el 1618.
- Cristià Lluís (1622-1665), casat amb Dorotea de Schleswig-Holstein-Sonderburg-Glücksburg.
- Jordi Guillem (1624-1705), casat amb Elionor Desmier d'Olbreuse.
- Joan Frederic (1625-1679), casat amb Benedicta Enriqueta de Wittelsbach (1652-1730).
- Sofia Amàlia (1628-1685), casada amb el rei Frederic III de Dinamarca
- Dorotea Magdalena (1629-1630)
- Ernest August (1629-1698), casat amb Sofia del Palatinat (1630-1714), i pare del rei Jordi I de la Gran Bretanya
- Anna Maria Elionor (1630-1636)